# パナミント山脈

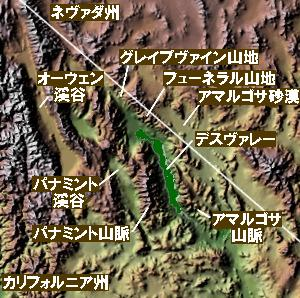
デスヴァレーおよびその周辺地域

パナミント山脈（パナミントさんみゃく、Panamint Range）は、アメリカのカリフォルニア州東部、モハーヴェ砂漠の北の端にある山脈である。全長は約160キロメートルで南北方向に伸び、デスヴァレーの西の境界になっている。東にはパナミント渓谷がある。最高峰はテレスコープ峰（3,369メートル）。山脈の大部分がデスヴァレー国立公園に含まれている。